# Malaja Dubrowka (Kaliningrad, Osjorsk)
Malaja Dubrowka (russisch Малая Дубровка, deutsch Bratricken, 1938–1945 Brahetal) ist ein Ort in der russischen Oblast Kaliningrad. Er gehört zur kommunalen Selbstverwaltungseinheit Munizipalkreis Osjorsk im Rajon Osjorsk.

## Geographische Lage
Malaja Dubrowka liegt zwölf Kilometer nordwestlich der Rajonstadt Osjorsk (Darkehmen/Angerapp) und einen Kilometer nordöstlich von Nowostrojewo (Trempen) entfernt, unweit der Kommunalstraße 27K-162 von Nowostrojewo (Trempen) nach Swoboda (Jänischken/Jänichen) an der Regionalstraße 27A-037 (ex A197).

## Geschichte
Der Ort Bratricken zählte im Jahre 1818 187 Einwohner, deren Zahl sich bis 1863 auf 201 erhöhte und 1907 noch 160 betrug. Am 23. Mai 1925 wurde eine neue Landgemeinde aus Teilen des Gutsbezirks Jurgaitschen (1938–1945 Jürgenfelde, heute russisch: Judino) gebildet, die bis 1945 zum Amtsbezirk Jurgaitschen (1939–1945 Amtsbezirk Jürgenfelde) im Kreis Darkehmen (1938 Kreis Angerapp, 1939–1945 Landkreis Angerapp) im Regierungsbezirk Gumbinnen der preußischen Provinz Ostpreußen gehörte.
Am 28. Oktober 1926 wurden Teile der Landgemeinde Potkehmen (nicht mehr existent) und am 3. Dezember 1927 Teile des Gutsbezirks Jurgaitschen in die Landgemeinde Bratricken umgegliedert, die sich dadurch vergrößern konnte: 1933 zählte sie 240 Einwohner, 1939 noch 210. Am 3. Juni 1938 erhielt Bratricken aus politisch-ideologischen Gründen den neuen Namen „Brahetal“.
Infolge des Zweiten Weltkrieges kam der Ort mit dem gesamten nördlichen Ostpreußen unter sowjetische Administration. Im Jahr 1950 erhielt er den russischen Namen „Malaja Dubrowka“ und wurde dem Dorfsowjet Nowostrojewski selski Sowet im Rajon Osjorsk zugeordnet. Von 2008 bis 2014 gehörte Malaja Dubrowka zur Landgemeinde Nowostrojewskoje selskoje posselenije, von 2015 bis 2020 zum Stadtkreis Osjorsk und seither zum Munizipalkreis Osjorsk.

## Kirche
Das Dorf Bratricken/Brahetal war mit seiner meistenteils evangelischen Einwohnerschaft bis 1945 in das Kirchspiel Trempen (seit 1946: Nowostrojewo) eingepfarrt. Es gehörte zum Kirchenkreis Darkehmen (1938–1946 Angerapp, seit 1946: Osjorsk) in der Kirchenprovinz Ostpreußen der Kirche der Altpreußischen Union. Der letzte deutsche Geistliche war Pfarrer Karl Murach.
In der Zeit der Sowjetunion kam das kirchliche Leben aufgrund staatlichen Verbotes zum Erliegen. Erst in den 1990er Jahren bildeten sich in der Oblast Kaliningrad wieder neue evangelische Gemeinden. Malaja Dubrowka liegt im Einzugsbereich der Gemeinde Tschernjachowsk (Insterburg) in der Propstei Kaliningrad der Evangelisch-Lutherischen Kirche Europäisches Russland.